# Агеева, Валентина Васильевна
Валентина Васильевна Агеева (11 февраля 1929 — 13 июля 2000) — передовик советского сельского хозяйства, Бригадир совхоза «Большевик» Серпуховского района Московской области, Герой Социалистического Труда (1973).

## Биография
Родилась в 1929 году в деревне Каменка, ныне Заокского района Тульской области в семье крестьянина. Прошла обучение в семи классах сельской школы. Стала трудиться в сельском хозяйстве. В 1950 году была принята на работу в совхоз "Большевик" с центральной усадьбой в селе Дашково Серпуховского района Московской области. Работала в бригаде А. Л. Карпутцевой. В июне 1952 года была назначена бригадиром овощеводов. За её бригадой было закреплено 120 гектаров посевных площадей. До 20 наименований овощей выращивала бригада, в том числе картофель, морковь, сахарную свёклу.
По итогам трудовой деятельности в восьмой пятилетки с 1966 по 1970 годы Агеева была награждена Орденом Трудового Красного Знамени. За выскоие показатели в 1972 году - орденом Ленина.  
За большие успехи достигнутые во Всесоюзном социалистическом соревновании, и проявленную трудовую доблесть в выполнении принятых обязательств по увеличению производства и продажи государству зерна и других продуктов земледелия в 1973 году, Указом Президиума Верховного Совета СССР от 11 декабря 1973 года Валентине Васильевне Агеевой было присвоено звание Героя Социалистического Труда с вручением ордена Ленина и золотой медали «Серп и Молот».
В дальнейшем продолжала трудовую деятельность. В январе 1985 года вышла на заслуженный отдых.     
Проживала в городе Серпухове Московской области. Умерла 13 июля 2000 года.

## Награды
За трудовые успехи удостоен:
- золотая звезда «Серп и Молот» (11.12.1973),
- два ордена Ленина (13.12.1972, 11.12.1973),
- Орден Трудового Красного Знамени (08.04.1971),
- другие медали.